# Диборид вольфрама
Диборид вольфрама — бинарное неорганическое соединение
вольфрама и бора с формулой WB2,
чёрные кристаллы,
не растворяется в воде.

## Получение
- Нагревание вольфрама и бора в вакууме:

{\displaystyle {\mathsf {W+2B\ {\xrightarrow {1400^{o}C}}\ WB_{2}}}}

## Физические свойства
Диборид вольфрама образует чёрные кристаллы
гексагональной сингонии.
Не растворяется в воде.

## Химические свойства
- Окисляется при нагревании на воздухе:

{\displaystyle {\mathsf {WB_{2}+3O_{2}\ \xrightarrow {550-730^{o}C} \ WO_{3}+B_{2}O_{3}}}}